# Kohlmus

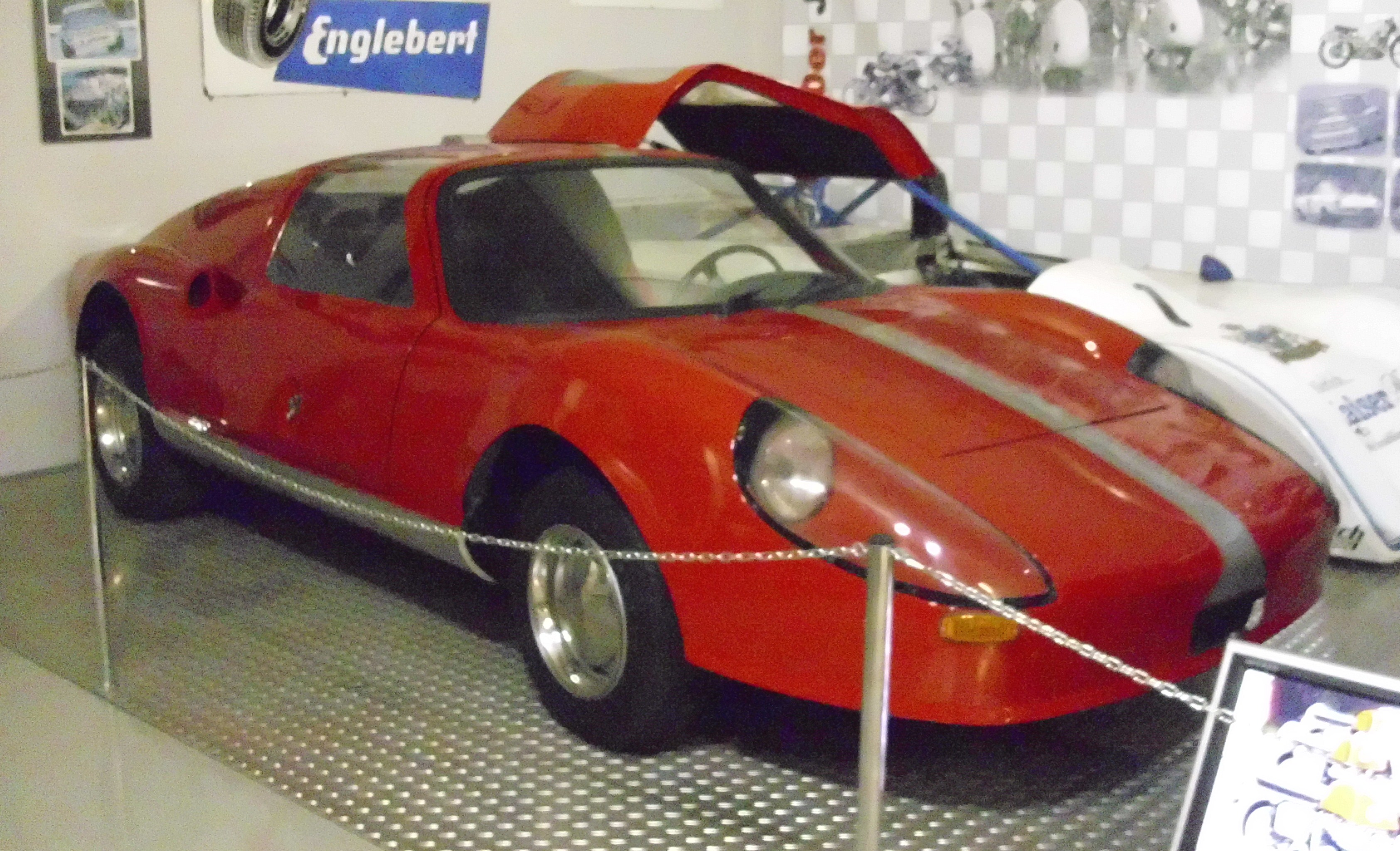
Kohlmus Scirocco

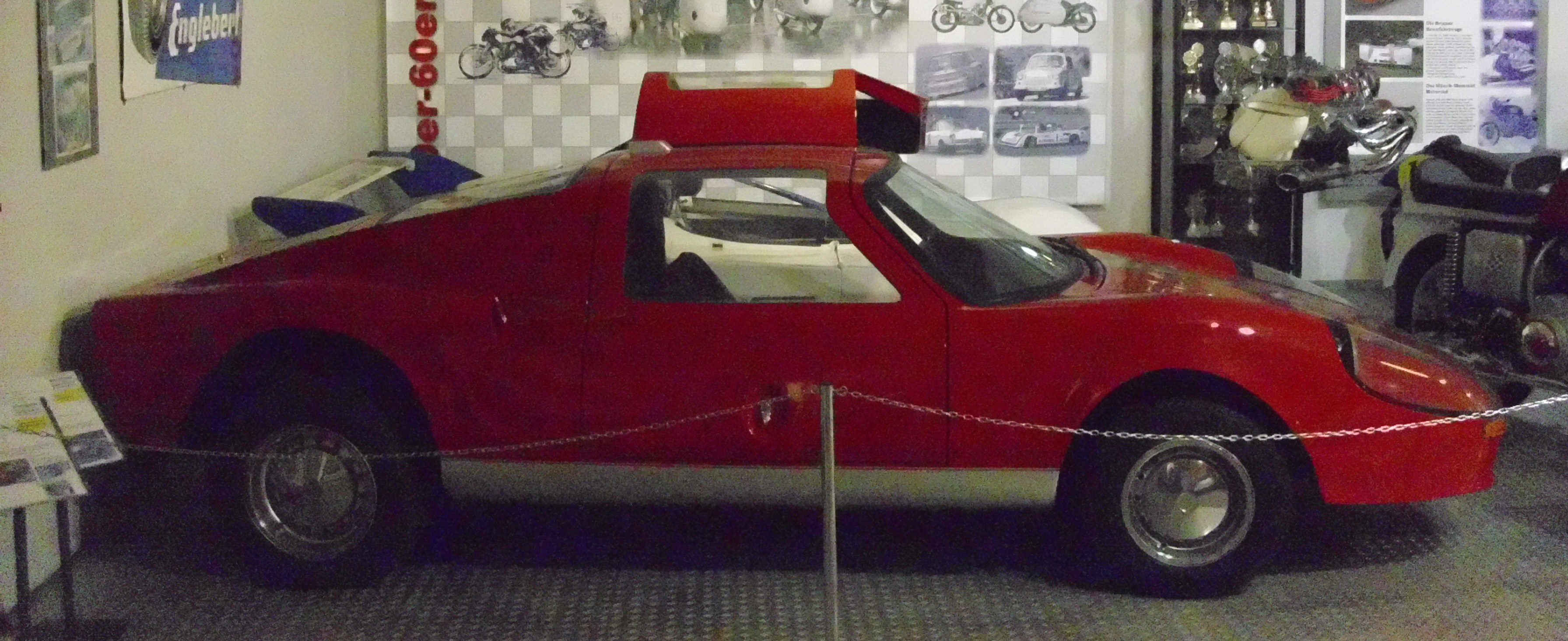
Kohlmus Scirocco

Kohlmus war ein deutscher Hersteller von Automobilen.

## Unternehmensgeschichte
Dieter Kohlmus, Inhaber des Münchner Unternehmens Kohlmus Kunststofftechnik KG, entwickelte zusammen mit Rudolf Thurner einen Prototyp. Als sich die Partner trennten, überarbeitete Dieter Kohlmus das Heck des Wagens und begann 1969 mit der Produktion von Automobilen. Der Markenname lautete Kohlmus. 1973 endete die Produktion. Rudolf Thurner dagegen überarbeitete die Front des Prototyps und vermarktete ihn als Thurner RS.

## Fahrzeuge
Das einzige Modell Scirocco war ein Coupé mit Flügeltüren, ähnlich dem Porsche 904. Die Karosserie bestand aus GFK. Die technische Basis stammte von NSU, häufig von NSU 1200 C. Der Neupreis für ein Komplettfahrzeug betrug 12.500 DM. Das Fahrzeug war für 3.600 DM auch als Bausatz erhältlich.
Dieter Kohlmus hat sich 1978 auf einem gekürzten Fahrgestell einen speziellen Scirocco gefertigt. Dieses Fahrzeug ist ebenfalls erhalten geblieben.